# Robert Kahn
Robert Kahn (ur. 21 lipca 1865 w Mannheim, zm. 29 maja 1951 w Biddenden, Kent) – niemiecki kompozytor.
Przez kilka lat był dyrygentem żeńskiego Friedlandergesangverein w Lipsku, od 1897 był profesorem akademii muzycznej w Berlinie. Napisał szereg utworów kameralnych (3 kwartety fortepianowe, kwartet smyczkowy, sonety) wiele pieśni oraz utworów na chóry żeńskie i mieszane.